# Medono (Pekalongan Barat)
Medono is een bestuurslaag in het regentschap Pekalongan van de provincie Midden-Java, Indonesië. Medono telt 13.413 inwoners (volkstelling 2010).